# Betty Swanwick
Betty Swanwick, de son vrai nom Ada Elizabeth Edith Swanwick, est une artiste, romancière et professeure d'art anglaise, membre de la Royal Academy of Arts née en 1915 et morte en 1989. Elle est responsable de l'illustration au Goldsmiths College et est connue pour son travail pour London Transport et une pochette d'album pour le groupe de rock Genesis. 

## Biographie
Ada Elizabeth Edith Swanwick est née à Forest Hill à Londres en 1915. Son père, Henry Gerard Swanwick, de la réserve navale, peint des aquarelles marines. La jeune fille est inspirée par ce dernier, et sa mère, Ethel Priscilla (née Bacon),  lui donne des crayons qu'elle a récupérés dans des épaves de navires sur les îles Scilly. 
Swanwick s'inscrit au Goldsmiths College à l'âge de quinze ans et en 1934, elle suit simultanément des cours à Goldsmith's, au Royal College of Art et à la Central School of Arts and Crafts . Elle est élève d'Edward Bawden. Cette activité académique se poursuit jusqu'en 1936.
Swanwick commence à créer des œuvres pour London Transport en 1936 dont des affiches jusqu'en 1954.  
En 1945, elle publie le premier de ses romans The Cross Purposes en 1945. Elle publie Hoodwinked, qui comporte des illustrations au crayon. En 1951, elle apparaît sous le nom de « Bertha Swan » dans une nouvelle, « The Party », écrite par son camarade de classe de Goldsmiths, Denton Welch, dans son recueil posthume A Last Sheaf.
Cette même année, les restaurants Regatta et Rocket du Festival of Britain affichent des peintures murales de Ben Nicholson  et Swanwick. En 1960, elle crée une autre fresque murale pour l'hôpital pour enfants Evelina. 
Une peinture de Swanwick intitulée The Dream est utilisée sur la couverture de l'album de Genesis de 1973 Selling England by the Pound . La peinture originale n'incluait pas de tondeuse à gazon ; le groupe demande alors à Swanwick de l'ajouter en allusion à la chanson I Know What I Like, car Swanwick leur a dit qu'elle n'a pas assez de temps pour peindre une nouvelle image pour la pochette.   
Ses dessins peuvent prendre deux cents heures à réaliser et elle a des opinions bien arrêtées. Elle est consternée de constater que ses élèves ne sont pas obligés de suivre des cours de dessin d'après des modèles vivants. 
Swanwick meurt en 1989. Sa vie et les peintures intrigantes qu'elle a réalisées après 1965 sont incluses dans le livre de son amie Paddy Rossmore. 

## Romans notables
- 1945 : The Cross Purposes (Les Desseins croisés)
- 1957 : Hoodwinked (Les menteurs)
- 1958 : Beauty and the Burglar (La Belle et le cambrioleur)